# ديفيد ويثيرال
ديفيد ويثيرال (بالإنجليزية: David Weatherall)‏‏ (ولدَ في 9 مارس 1933) زميل الجمعية الملكية، هو طبيب بريطاني وباحث في علم الوراثة الجزيئي وعلم الدم وعلم الأمراض والطب.